# EU-forsendelse
EU-Forsendelse er et udtryk, der bruges i forbindelse med De Europæiske Fællesskabers forsendelsesordning. EU-forsendelse er en metode der bruges til at sikre kontrollen med varer, der typisk er ankommet til EU fra 3. lande (ikke-EU-lande) og derfor skal fortoldes, under transport.
Selve forsendelsen registreres i dag elektronisk i NCTS-systemet (New Customs Transit System). Tidligere anvendtes et enhedsdokument (SAD).

## Eksempel 1: T1-varer
En forsendelse af ufortoldede varer kaldes en T1-forsendelse.
En skibscontainer med varer ankommer til havnen i Hamburg, en af verdens største containerhavne. Varerne er imidlertid til en dansk varemodtager i København, der skal betale danske afgifter, evt. punktafgifter og moms.
De ufortoldede varer kører nu fra Hamburg til København på en forsendelse, eller mere korrekt under EU's forsendelsesordning (en toldprocedure). Det vil sige, at varerne transporteres under toldkontrol: Varerne frembydes for tolden i Hamburg, der starter forsendelsen og siden for tolden i København, der afslutter forsendelsen, typisk på baggrund af en elektronisk indfortoldning.

## Eksempel 2: T2-varer
En forsendelse af varer, der skal fra et sted i EU til et andet og som undervejs passerer et EFTA-land.
En varesending af dansk oprindelse skal fragtes til en varemodtager i Italien. Varesendingen afgår med lastbil og skal igennem et EFTA-land (i dette tilfælde Schweiz). 
For at lette transporten starter man i Danmark en T2-forsendelse, (dvs. forsendelse af varer, der er i fri omsætning i EU). Forsendelsen sikrer i sådan et tilfælde, at varerne kan køre igennem Schweiz uden toldbehandling og at varerne ikke skal fortoldes i Italien.

## Sikkerhed for told og afgifter
Så længe forsendelsen er uafsluttet, hæfter den hovedforpligtede for de afgifter, myndighederne i de lande, forsendelsen transiterer, vil gå glip af, hvis varerne forsvinder. Den hovedforpligtede er registreret hos de lokale toldmyndigheder og har typisk stillet sikkerhed i form af en bankgaranti. Sikkerhedsstillelsen kan dog også være kontanter, enkeltkautionsattester eller værdipapirer mv.
Man siger, at uafsluttede forsendelser belaster sikkerhedsstillelsen. Hvis en hovedforpligtet fx har stillet en garanti på 1 mio. kr. og har tre forsendelser à 100.000 kr. på landevejen, har han altså mulighed for at starte forsendelser, hvor told og afgifter max. udgør yderligere 700.000 kr.